# Novo movimento religioso

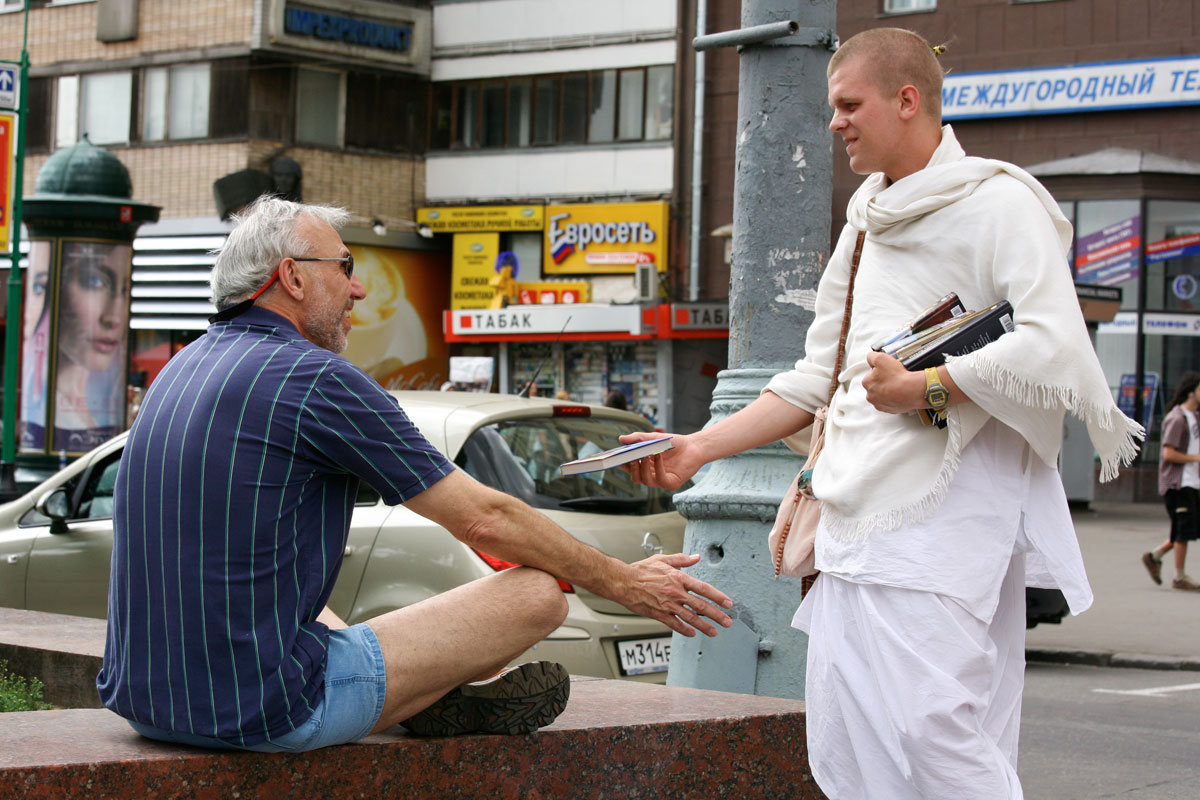
Membro do Movimento Hare Krishna em Moscovo, Rússia.

Um novo movimento religioso (NMR), também conhecido como uma nova religião ou espiritualidade alternativa, é um grupo religioso ou espiritual que tem origens modernas, mas é periférico à cultura religiosa dominante em sua sociedade. Os NMRs podem ter uma origem nova ou fazer parte de uma religião mais ampla, caso em que são distintos das denominações preexistentes. Alguns NMRs lidam com os desafios que o mundo moderno representa para eles abraçando o individualismo, enquanto outros NMRs lidam com eles adotando meios coletivos fortemente integrados. Os estudiosos estimam que os NMRs agora chegam a dezenas de milhares em todo o mundo, com a maioria de seus membros vivendo na Ásia e na África. A maioria dos NMRs tem apenas alguns membros, alguns deles têm milhares de membros e alguns deles têm mais de um milhão de membros.
Não existe um critério único e consensual para definir um "novo movimento religioso". Há um debate sobre como o termo "novo" deve ser interpretado neste contexto. Uma perspectiva é que deve designar uma religião que é mais recente em suas origens do que as religiões grandes e bem estabelecidas como o cristianismo, o judaísmo, o islamismo, o hinduísmo e o budismo. Uma perspectiva alternativa é que "novo" deveria significar que uma religião mais recente em sua formação. Alguns estudiosos veem a década de 1950 ou o fim da Segunda Guerra Mundial em 1945 como o momento decisivo, enquanto outros olham desde meados do século XIX, como a fundação da Igreja de Jesus Cristo dos Santos dos Últimos Dias em 1830 e do Tenrikyo em 1838.
As novas religiões frequentemente enfrentam uma recepção hostil de organizações religiosas estabelecidas e também de várias instituições seculares. Nas nações ocidentais, movimentos contra a propagação de seitas foram criados tanto por forças seculares quanto por cristãos e surgiram durante os anos 1970 e 1980 para se opor a esses grupos emergentes. Na década de 1970, um campo distinto de estudos das novas religiões desenvolveu-se dentro do estudo acadêmico da religião. Existem agora várias organizações acadêmicas e periódicos revisados por pares dedicados ao assunto, que contextualizam o surgimento dos NMRs na modernidade, relacionando-o como um produto e uma resposta aos processos modernos de secularização, globalização e individualização.

## Definição
Embora não exista um critério ou conjunto de critérios para descrever um grupo como novo movimento religioso, o uso do termo exige normalmente que o grupo tenha uma origem recente e seja diferente das religiões existentes. Alguns académicos têm igualmente uma abordagem mais restrita para o que conta como diferente das religiões existentes. Para eles, a diferença aplica-se à fé que, apesar de poder ser vista como parte de uma religião existente, encontra rejeição dessa mesma religião por não partilhar o mesmo credo básico, ou se auto-declara como separada da religião existente ou até como a única fé correcta. Outros académicos expandem o seu critério para a diferença, considerando que os movimentos religiosos quando tirados do seu contexto cultural tradicional, surgem em novos locais, talvez de formas modificadas.
Os NRM não partilham necessariamente um conjunto de características particulares, mas têm sido "atribuídos à franja da cultura religiosa dominante", e "existe num espaço relativamente concorrido dentro da sociedade como um todo". Os NRM variam em termos de liderança; autoridade; conceitos de indivíduo, família e género; ensinamentos, estruturas organizacionais; e de outras formas. Estas variações colocaram um desafio aos investigadores sociais nas suas tentativas de formular critérios abrangentes e claros para classificar os NRM.
Geralmente, as denominações cristãs não são vistas como novos movimentos religiosos. Contudo, a Igreja de Jesus Cristo dos Santos dos Últimos Dias, as Testemunhas de Jeová, a Ciência Cristã e os Shakers foram estudados como novos movimentos religiosos.

## Novos estudos religiosos
Os novos estudos religiosos são um estudo interdisciplinar de novos movimentos religiosos que surgiram como disciplina nos anos 1970. O termo foi elaborado por J. Gordon Melton num paper de 1999 apresentado na conferência CESNUR em Bryn Athyn, Pensilvânia. David G. Bromley usou as suas perspectivas em Nova Religio e mais tarde como editor de Teaching New Religious Movements na série Teaching Religious Studies Series da American Academy of Religion; o termo foi usado por James R. Lewis e Jean-François Mayer. O estudo deriva das disciplinas antropologia, psiquiatria, história, psicologia, sociologia, estudos religiosos e teologia.

## História

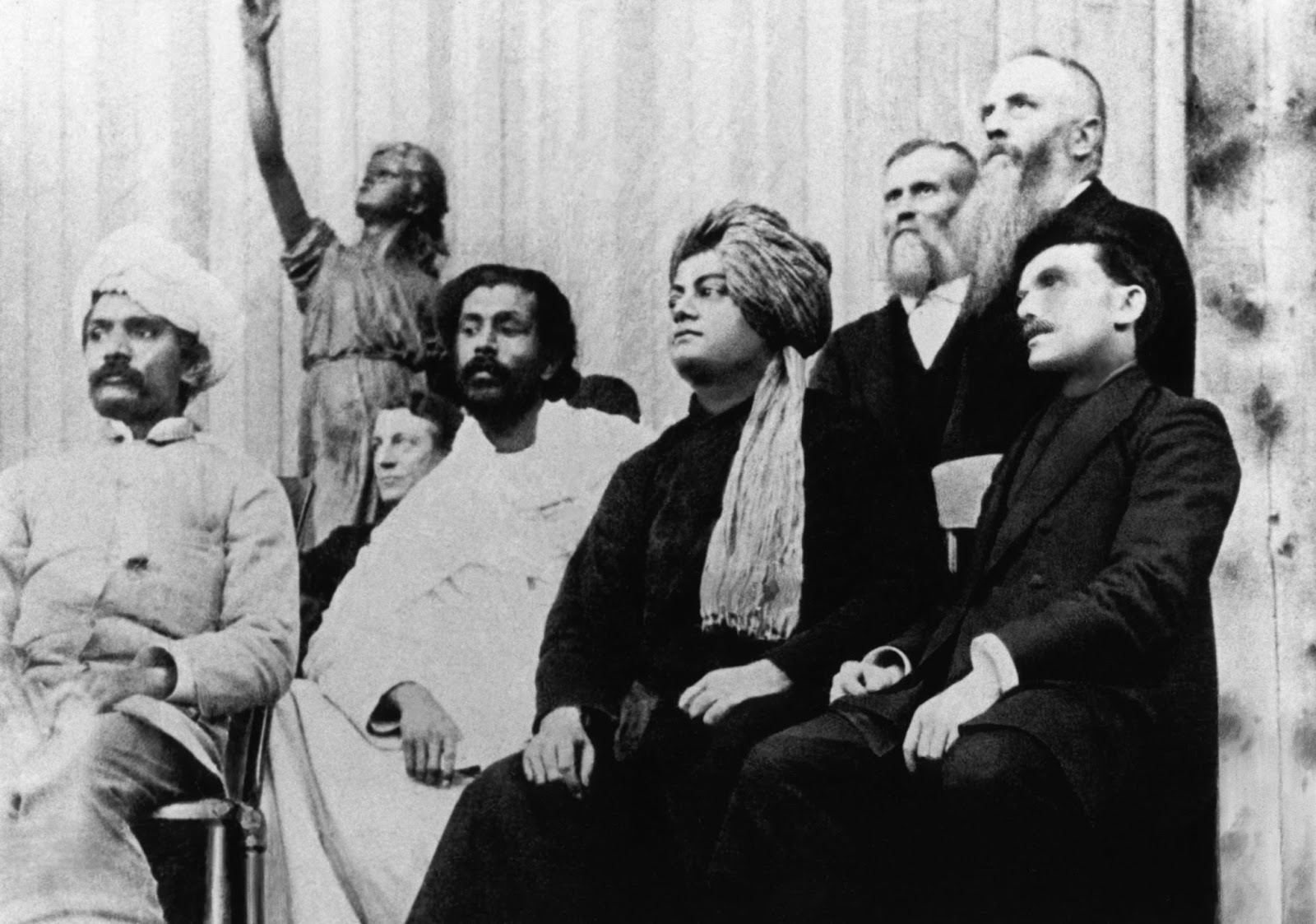
Parlamento Mundial de Religiões de 1893

Os académicos costumam considerar meados do século XIX como o início da era dos novos movimentos religiosos. Nessa altura o espiritualismo e o esoterismo estavam a tornar-se populares na Europa e América do Norte.  O movimento Santo dos Últimos Dias, incluindo A Igreja de Jesus Cristo dos Santos dos Últimos Dias, fundada por Joseph Smith em 1830, é actualmente um dos NRM mais bem-sucedidos em termos de membros. Em 1844 a Fé bahá'í foi fundada pelo Bahá'u'lláh no Irão. Em 1889 a Igreja da Unidade, primeira do Movimento Novo Pensamento, foi fundada nos Estados Unidos.
Em 1893, o primeiro Parlamento Mundial de Religiões decorreu em Chicago. A conferência incluiu os NRM da época, como o espiritualismo (representada pela fundadora  Mary Baker Eddy) e Ciência Cristã. Henry Harris Jessup esteve no encontro e foi a primeira menção à Fé bahá'í nos EUA. Também estiveram presentes Soyen Shaku, o "Primeiro Antepassado Americano" do Zen; o pregador Budista Anagarika Dharmapala e o pregador jaina Virchand Gandhi. Esta conferência deu aos professores religiosos da Ásia a sua primeira vasta audiência americana.
Em 1911, a Igreja Baptista de Nazaré, primeiro e único movimento moderno de Igrejas iniciadas africanas, foi fundada por Isaiah Shembe na África do Sul. A década de 1930 assistiu ao surgimento da Nation of Islam e das Testemunhas de Jeová nos Estados Unidos; do Movimento rastafári na Jamaica; Cao Đài e Hòa Hảo no Vietname; Soka Gakkai no Japão; e da Yiguandao na China.
Ao mesmo tempo, os críticos cristãos dos novos movimentos religiosos começaram a referir-se a estes como cultos: o livro de 1938 The Chaos of Cults, de Jan Karel van Baalen (1890–1968), um ministro ordenado na Igreja Cristã Reformada na América do Norte, foi especialmente influente.
Os novos movimentos religiosos expandiram-se em diversos países nos anos 1950 e 1960. As novas religiões japonesas tornaram-se populares depois da Ocupação do Japão forçar uma separação do governo do país e do Xintoísmo, que era a religião estatal, trazendo uma maior liberdade religiosa. Em 1954 a Cientologia foi fundada nos Estados Unidos, tal como a Igreja da Unificação na Coreia do Sul. Em 1955 a Sociedade Etérea foi fundada na Inglaterra. Este e outros NRM foram chamados de Religião OVNI por combinarem a crença em Vida extraterrestre como princípios religiosos tradicionais.
Em 1966 o Movimento Hare Krishna surgiu nos EUA, fundado por Bhaktivedanta Swami Prabhupada. No ano seguinte, a visita dos Beatles a Maharishi Mahesh Yogi na Índia chamou a atenção do público para o Movimento da Meditação Transcendental.
Mais tarde, nas décadas de 1970 e 1980, alguns NRM surgiram como oposição pelo recém-organizado Movimento Anticulto e por alguns governos, recebendo também uma vasta cobertura das notícias de imprensa. A cobertura dos mídia das mortes de mais de 900 pessoas do Peoples Temple, por suicídio e assassinato, em 1978, é por vezes referido como um contributo especial à oposição pública aos cultos.
No final dos anos 1980 e nos anos 1990, o declínio do comunismo e as revoluções de 1989 deram novas oportunidades aos NRM. Falun Gong foi ensinado pela primeira vez em público no Nordeste da China em 1992, por Li Hongzhi. No início, foi aceite pelo governo chinês, e em 1999 já contava com 70 milhões de fiéis praticantes na China. Desde esse ano, a perseguição ao Falun Gong na China tem sido severa. Ethan Gutmann entrevistou mais de uma centena de testemunhas e estimou que 65 mil praticantes de Falun Gong foram mortos pelos seus órgãos entre 2000 e 2008.
No século XXI, vários NRM estão a fazer uso da Internet para distribuir informação, recrutar membros e, por vezes, para realizar encontros e rituais online. A isto chama-se, por vezes, de ciberreligiosidade. Em 2006 J. Gordon Melton, director-executivo do Instituto para os Estudos das Religiões Americanas na  Universidade da Califórnia afirmou ao jornal  The New York Times que surgem a cada ano, nos EUA, entre 40 a 45 novos movimentos religiosos. Em 2007, o académico religioso Elijah Siegler comentou que apesar de nenhum NRM se ter tornado a fé dominante em nenhum país, vários conceitos que eles começaram por introduzir (por vezes referidos como ideias da New age) tornaram-se parte da cultura mainstream de todo o mundo.

## Adesão

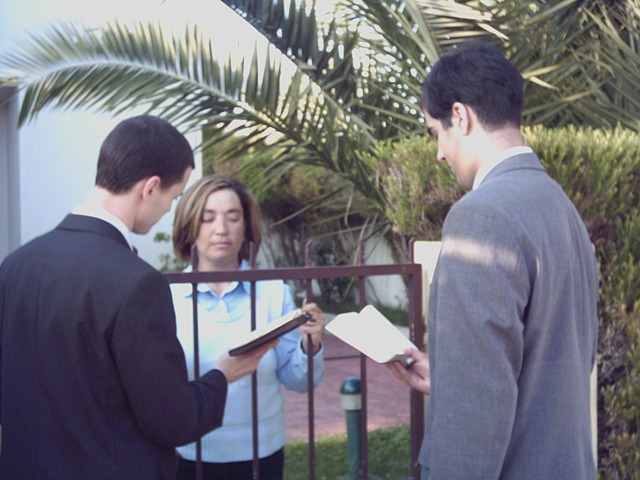
Envagelização porta-a-porta de Testemunhas de Jeová

De acordo com Marc Galanter, Professor de Psiquiatria na Universidade de Nova Iorque, as razões comuns que levam as pessoas a juntar-se aos NRM incluem a procura por uma comunidade e uma busca espiritual. Os sociólogos Stark e Bainbridge, discutindo o processo pelo qual as pessoas se juntam a novos grupos religiosos, questionaram a utilidade do conceito conversão, sugerindo que afiliação é um conceito mais útil.
Nos anos 1960, o sociologista John Lofland viveu com o missionário da Igreja da Unificação Young Oon Kim e um pequeno grupo de membros da igreja americana na Califórnia, e estudou as suas actividades tentando promover as suas crenças e ganhar novos membros. Lofland reparou que a maioria dos seus esforços foram ineficazes e que a maioria das pessoas que se juntaram fizeram-no devido a relações pessoais com outros membros, por vezes relações familiares. Lofland publicou as suas conclusões em 1964 numa tese de doutoramento com o título The World Savers: A Field Study of Cult Processes, e em 1966 no livro Doomsday Cult: A Study of Conversion, Proselytization, and Maintenance of Faith. É considerado um dos mais importantes e mais citados estudos do processo de conversão religiosa, bem como um dos primeiros estudos sociológicos de um novo movimento religioso.
Dick Anthony, um psicólogo forense, conceituado pelos seus escritos sobre a controvérsia da lavagem cerebral, defendeu os NRM, e em 1988 alegou que o envolvimento em tais movimentos pode mesmo ser benéfico: "Há uma vasta pesquisa de literatura publicada nos jornais principais sobre os efeitos na saúde mental das novas religiões. Para a maioria, os efeitos parecem ser positivos de alguma forma mensurável."

## Oposição
Os novos movimentos religiosos sempre tiveram oposição ao longo da história. Alguns têm sido antimormonismo, perseguição às Testemunhas de Jeová, perseguição aos Bahá'ís, e a perseguição ao Falun Gong. Actualmente, o movimento Cristão contra-culto, que começou nos anos 1800, opõe-se à maioria dos NRM devido a diferenças teológicas. O movimento anticulto secular, que se iniciou na década 1970, opõe-se a alguns NRM, bem como a outros grupos não religiosos, principalmente com acusações de abuso psicológico aos seus próprios membros. Dos milhares de grupos designados como cultos ou que o possam ser estão listados nos arquivos da INFORM (sigla de Information Network Focus on Religious Movements), e de acordo com Eileen Barker a grande maioria não está ligada a actividades criminosas.

## NRM e os mídia
Um artigo sobre a categorização dos novos movimentos religiosos na imprensa escrita dos Estados Unidos publicado pela The Association for the Sociology of Religion (outrora designada American Catholic Sociological Society), critica a imprensa escrita por não reconhecer os esforços sócio-científicos na área dos novos movimentos religiosos, e a sua tendência de usar as definições populares anticulto em vez de uma visão sócio-científica. Em 1988, a INFORM (sigla de Information Network Focus on Religious Movements) foi criada por Eileen Barker, e procurou dar acesso à informação de forma a desenvolver opiniões informadas, raciocinadas e equilibradas sobre os NRM. Como Baker descreve numa entrevista de 2012 ao podcast Religious Studies Project Podcast, a INFORM e a própria Barker continuam a contribuir frequentemente para os diálogos da imprensa, entre outras conversas públicas, sobre os novos movimentos religiosos, particularmente na Inglaterra.

## Os NRM e a globalização
Alguns académicos relacionaram o advento dos NRM asiáticos no Ocidente ao Immigration and Nationality Act de 1965 dos Estados Unidos, e a outras leis na Europa Ocidental que terminaram com as restritivas quotas de imigração. Muitos NRM defendem o universalismo, cosmopolitismo, sincretismo cultural e cidadania global. Um artigo publicado em 1998 no The Journal for the Scientific Study of Religion associa os novos movimentos religiosos ao fenómeno da globalização. O académico Lorne L. Dawson escreve que "o conceito de globalização reconfigura apenas o nosso entendimento presente da possível relevância dos novos movimentos religiosos como concebidos sob as condições da 'modernidade', embora de formas que têm algumas vantagens analíticas e explicativas não totalmente apreciadas pelos académicos dos novos movimentos religiosos".